# Tales Along This Road
Tales Along This Road è il terzo album in studio del gruppo musicale finlandese Korpiklaani.

## Tracce
1. Happy Little Boozer – 3:35
2. Vakirauta – 3:45
3. Midsummer Night – 3:27
4. Tuli kokko – 5:26
5. Spring Dance – 3:06
6. Under The Sun – 4:12
7. Korpiklaani – 4:40
8. Rise – 5:20
9. Kirki – 4:24
10. Hide your Richess – 4:40

## Formazione
- Jonne Järvelä - voce, chitarra
- Hittavainen - violino, jouhikko, flauto
- Matti "Matson" Johansson - batteria
- Jarkko - basso
- Cane - chitarra
- Juho Kauppinen - fisarmonica